# Miłego lata
Miłego lata – szósty singel polskiej piosenkarki Margaret z jej piątego solowego albumu studyjnego, zatytułowanego Siniaki i cekiny. Singel został wydany 11 kwietnia 2024.
Kompozycja znalazła się na 6. miejscu listy OLiA, najczęściej odtwarzanych utworów w polskich rozgłośniach radiowych. Nagranie otrzymało w Polsce status złotego singla, przekraczając liczbę 25 tysięcy sprzedanych kopii.

## Geneza utworu i historia wydania
Utwór napisali i skomponowali Małgorzata Jamroży, Piotr Kozieradzki i Jan Szarecki, natomiast jego produkcją zajęli się Piotr Kozieradzki, Adam Lunn oraz Harry Powell.
Singel ukazał się w formacie digital download 11 kwietnia 2024 w Polsce za pośrednictwem wytwórni płytowej Gaja Hornby Records w dystrybucji Sony Music Entertainment Poland. Piosenka została umieszczona na piątym solowym albumie studyjnym Margaret – Siniaki i cekiny.
12 maja 2024 piosenka została zaprezentowana telewidzom stacji TVN w programie Dzień dobry TVN.

## „Miłego lata” w stacjach radiowych
Nagranie było notowane na 6. miejscu w zestawieniu OLiA, najczęściej odtwarzanych utworów w polskich rozgłośniach radiowych.

## Teledysk
Do utworu powstał teledysk w reżyserii Michała Harmacińskiego. Materiał wideo udostępniono 18 kwietnia 2024 za pośrednictwem serwisu YouTube.

## Lista utworów
- Digital download[2]

1. „Miłego lata” – 2:42

## Notowania
| Kraj   | Lista (2024)                   | Najwyższa pozycja |
| ------ | ------------------------------ | ----------------- |
| Polska | OLiS – oficjalna lista airplay | 6                 |

| Kraj   | Lista (2024)                   | Pozycja |
| ------ | ------------------------------ | ------- |
| Polska | OLiS – oficjalna lista airplay | 69      |

## Certyfikaty
| Kraj          | Certyfikat  | Sprzedaż |
| ------------- | ----------- | -------- |
| Polska (ZPAV) | złota płyta | 25 000+  |

## Wyróżnienia
| Rok  | Konkurs                  | Kategoria    | Rezultat    |
| ---- | ------------------------ | ------------ | ----------- |
| 2024 | Przebój roku RMF FM 2024 | Przebój roku | 24. miejsce |